# Coke Teens Club
『Coke Teens Club』（コークティーンズクラブ）とは、かつて1995年4月から1998年までニッポン放送をキーステーションにNRN系列等で放送されていた企画ネット番組（一部はニッポン放送からのネット受けも行なっていた。詳しくは後述）。日本コカ・コーラの一社提供番組。

## 概要
- サウンズ・ウィズ・コーク→STUDIO C2 SQUARE→清水圭のガッコーの人気者と続いてきたTBSラジオをキー局とするJRN系列でのコカコーラ一社提供番組は、この番組からNRN系列に移行となった。ただしほとんどのネット局はJRNとNRNのクロスネットであったため、放送局が移行となったのはキー局のTBSラジオ→ニッポン放送だけであった。
  - ただし、2局以上ある地域の多くはJRNとNRNのそれぞれ単独加盟が基本となっているが、福岡地区の当番組は、JRN系列から移行して始まったRKB[2]の番組と、日曜夜に放送されていた「Coke Sound pop up」を前身とし、企画変更・時間移行をして始まったKBCの番組の2種類があった。
  - また北海道はNRN単独のSTVラジオへは移行せず、JRN[3]と並列加盟しているHBCラジオに、愛知県（CBCラジオ）と沖縄県（琉球放送）[4]も、NRN単独加盟（東海ラジオ放送、ラジオ沖縄）があるにもかかわらず、従来のネットでそのまま残っていた。
- 企画ネット番組であったものの、この番組自体がスポンサーである日本コカ・コーラ主催のYOKOHAMA HIGH SCHOOL HOT WAVE FESTIVALの情報提供番組であったため、「ホットウェーブインフォーメーション」のコーナーはニッポン放送で収録した分がネット局で一部編集して放送されていた。

## ネット局とパーソナリティ、番組名
- ニッポン放送（キー局）・・・・古田新太・犬山犬子「おちゃまぜホットウェーブ」（古田新太と犬山犬子のサンデーおちゃめナイトに内包、同番組が終了した1997年10月以降の対応については不明）
- ABCラジオ・・・・コング桑田「コング桑田の爆裂!Hot Wave」→友池中林・片山淳子「電撃!スクールデイズ」
- 北海道放送・・・・藪淳一「ヤビーのいけいけHot wave」
- 青森放送・・・・秋山博子「HIROKOのウルトラHi!スクール」
- 山形放送・・・・横尾友栄「友栄のMusic Hot Wave」
- 秋田放送・・・・太田真希「グルービングデイズ」
- IBC岩手放送・・・・鎌田理奈「音な気取りなSchool Days」
- 東北放送・・・・田沼佳之・大木香乃「ポップスクールデイズ」
- ラジオ福島・・・・増井里加「リカのHey2凡2 School Days」
- 茨城放送・・・・「Pashion School days」
- 新潟放送・・・・新保真徳、土井里美「おきらくハイスクール」
- 信越放送・・・・石井貴士「石井貴士のFUNKY HIGH SCHOOL」
- 山梨放送・・・・酒井康宜「酒井康宜のMOVING SCHOOL DAYS」
- 北日本放送・・・・伊藤敏博「びん・かんスクールデイズ」
- 北陸放送・・・・水野真里子「水野真里子のらじ・かるスクールデイズ」
- 福井放送・・・・「ぼくとおねーさまのハイスクールKIBEN組」
- 静岡放送・・・・田村浩子「バッキー＆ヒロコのハイスクール ミッドナイト コレクション」
- 中部日本放送・・・・大園康志・戸井康成「神業Hot Wave→MAJIのりスクールデイズ」
- 和歌山放送・・・・松本裕司、阿部由紀子「Y・Yスクールデイズ」
- 山陽放送・・・・中村恵美「スクールデイズ LIVE!」
- 山陰放送・・・・谷口あつし「谷口あつしのひみつのHigh School」
- 中国放送・・・・青山高治「みんなノッてけHot Wave」
- 山口放送・・・・池内博子「Wヒロのスクールデイズ OH!」
- 四国放送・・・・「山ちゃん実ちゃんのドタバタスクールデイズ」
- 西日本放送・・・・田中正之「メロメロHot Wave→メロメロハイスクール」
- 南海放送・・・・「ハイスクールじゃんじゃん！」
- 高知放送・・・・堀内佳「堀内佳のいけてるスクールデイズ」
- 九州朝日放送・・・・中島浩二（中島浩二アワー・THE3P→ダブルバスターズに内包）
- RKB毎日放送・・・・龍山康朗と荒木美帆のおちゃまぜHot Wave
- 大分放送・・・・首藤健二郎、江原美穂「けんちゃんとミホのクルクル ハイスクール」
- 長崎放送・・・・中村繁「中村繁のちゃんぽんハイスクール」
- 熊本放送・・・・「Jumpin' High School」
- 宮崎放送・・・・岡本憲明「Norryのうだうだハイスクール」
- 南日本放送・・・・丸山隆之「丸ちゃんのミュージックハイスクール」
- 琉球放送・・・・クロマル、末吉甘奈「クロマル・カンナのハイスクール パラダイス」